# 角門西駅
角門西駅（かくもんにし-えき）は、中華人民共和国北京市豊台区に位置する北京地下鉄4号線と10号線
の駅である。2009年9月28日に開業した。

## 駅構造
2路線ともに島式ホーム1面2線の地下駅。出口は4箇所ある。

## 歴史
- 2009年9月28日 - 4号線が開業。
- 2012年12月30日 - 10号線が開業。

## 隣の駅
北京地下鉄
■4号線
公益西橋駅 - 角門西駅 - 馬家堡駅
■10号線
角門東駅 - 角門西駅 - 草橋駅
座標: 北緯39度50分40秒 東経116度21分54秒 / 北緯39.84443度 東経116.36496度